# Ɔ̧
Cette page contient des caractères spéciaux ou non latins. S’ils s’affichent mal (▯, ?, etc.), consultez la page d’aide Unicode.
Ɔ̧ (minuscule : ɔ̧), appelé O ouvert cédille, est un graphème utilisé dans l’écriture de certaines langues camerounaises dont le kako, le karang, le maka, le mundani et le pana. Il s’agit de la lettre o ouvert diacritée d’une cédille.

## Utilisation
En langues camerounaises suivant l’Alphabet général des langues camerounaises, ‹ ɔ̧ › représente un O ouvert nasalisé. Il ne s’agit d’une lettre à part entière, et elle placée avec le O ouvert sans accent ou avec un autre accent dans l’ordre alphabétique.

## Représentations informatiques
Le O ouvert cédille peut être représenté avec les caractères Unicode suivants :
- décomposé (latin étendu B, Alphabet phonétique international, diacritiques)[1],[2],[3] :

| formes    | représentations | chaînes de caractères | points de code | descriptions                                         |
| --------- | --------------- | --------------------- | -------------- | ---------------------------------------------------- |
| capitale  | Ɔ̧               | Ɔ◌̧                    | U+0186 U+0327  | lettre majuscule latine o ouvert diacritique cédille |
| minuscule | ɔ̧               | ɔ◌̧                    | U+0254 U+0327  | lettre minuscule latine o ouvert diacritique cédille |